# Balakovo

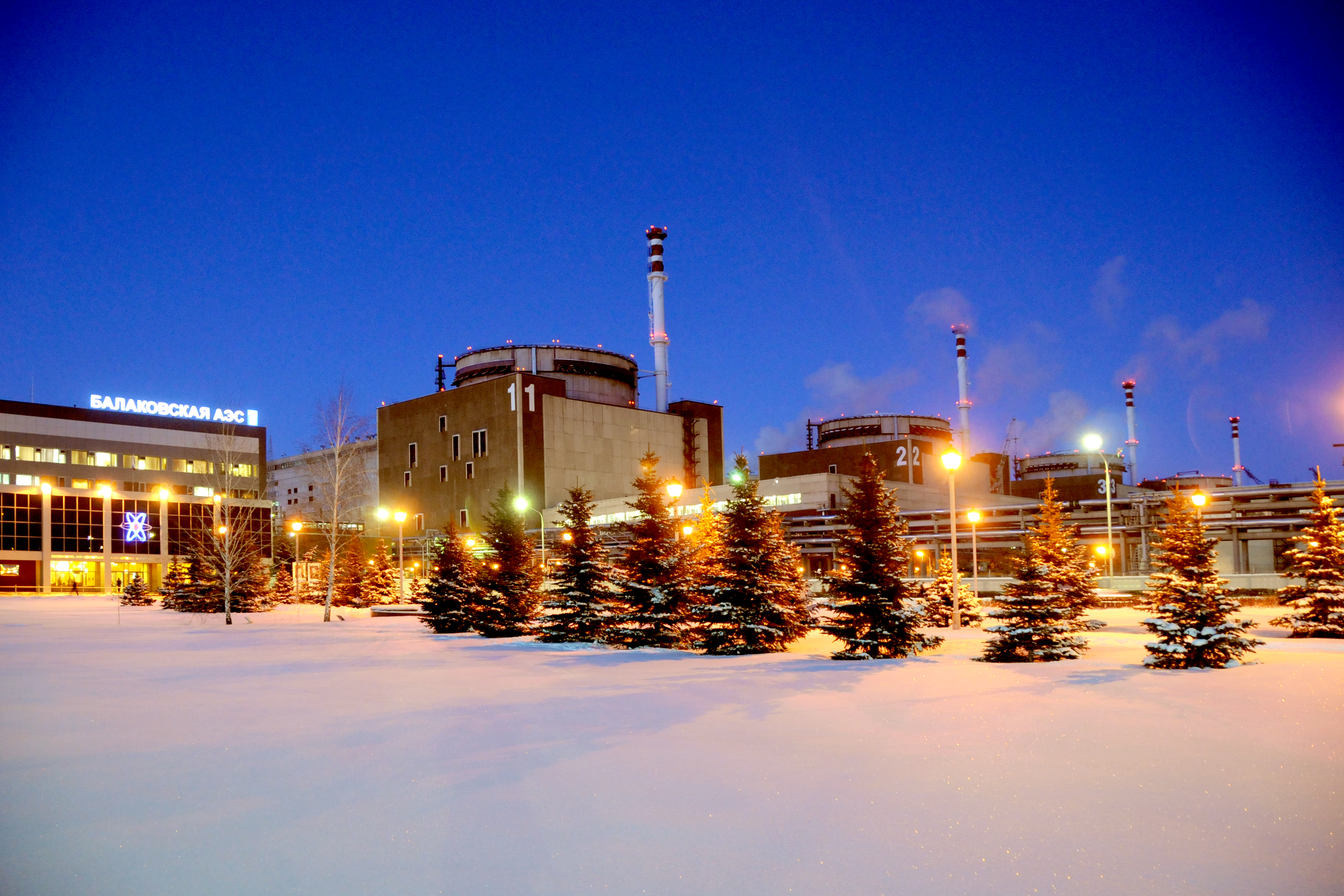
Centrale Nucleare di Balakovo

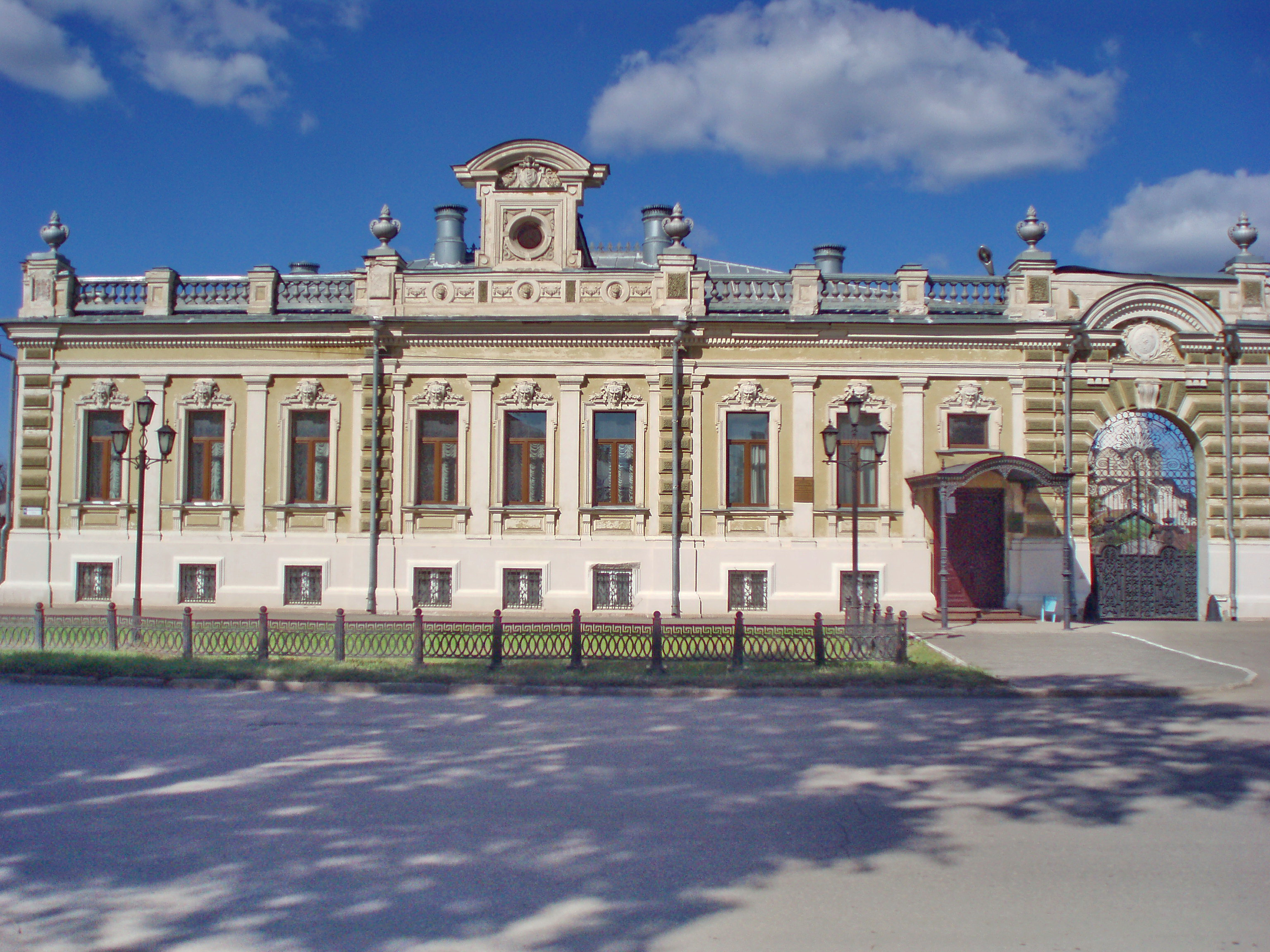
Antico edificio vicino all'Hotel Bereg

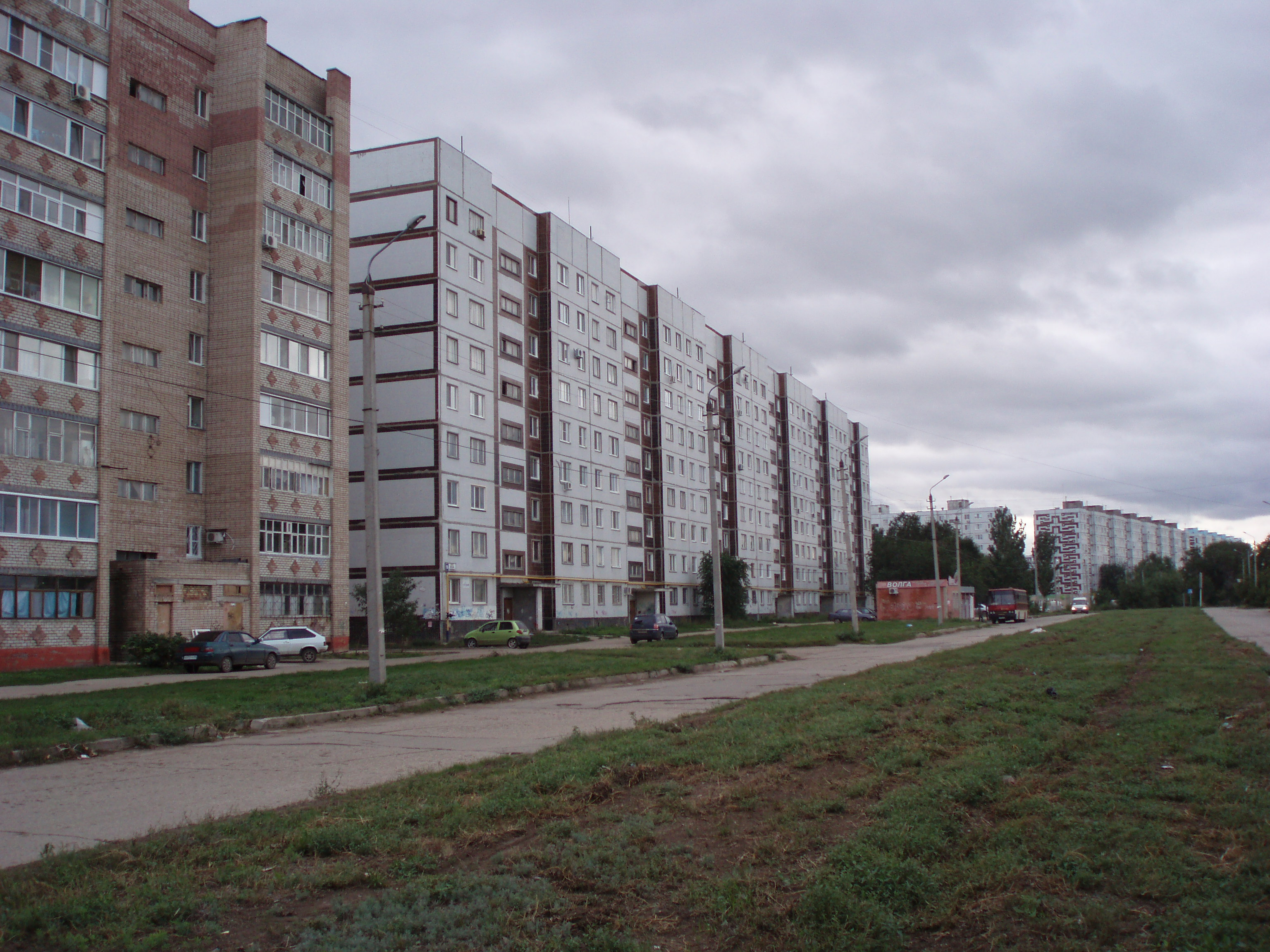
palazzi tipici della città

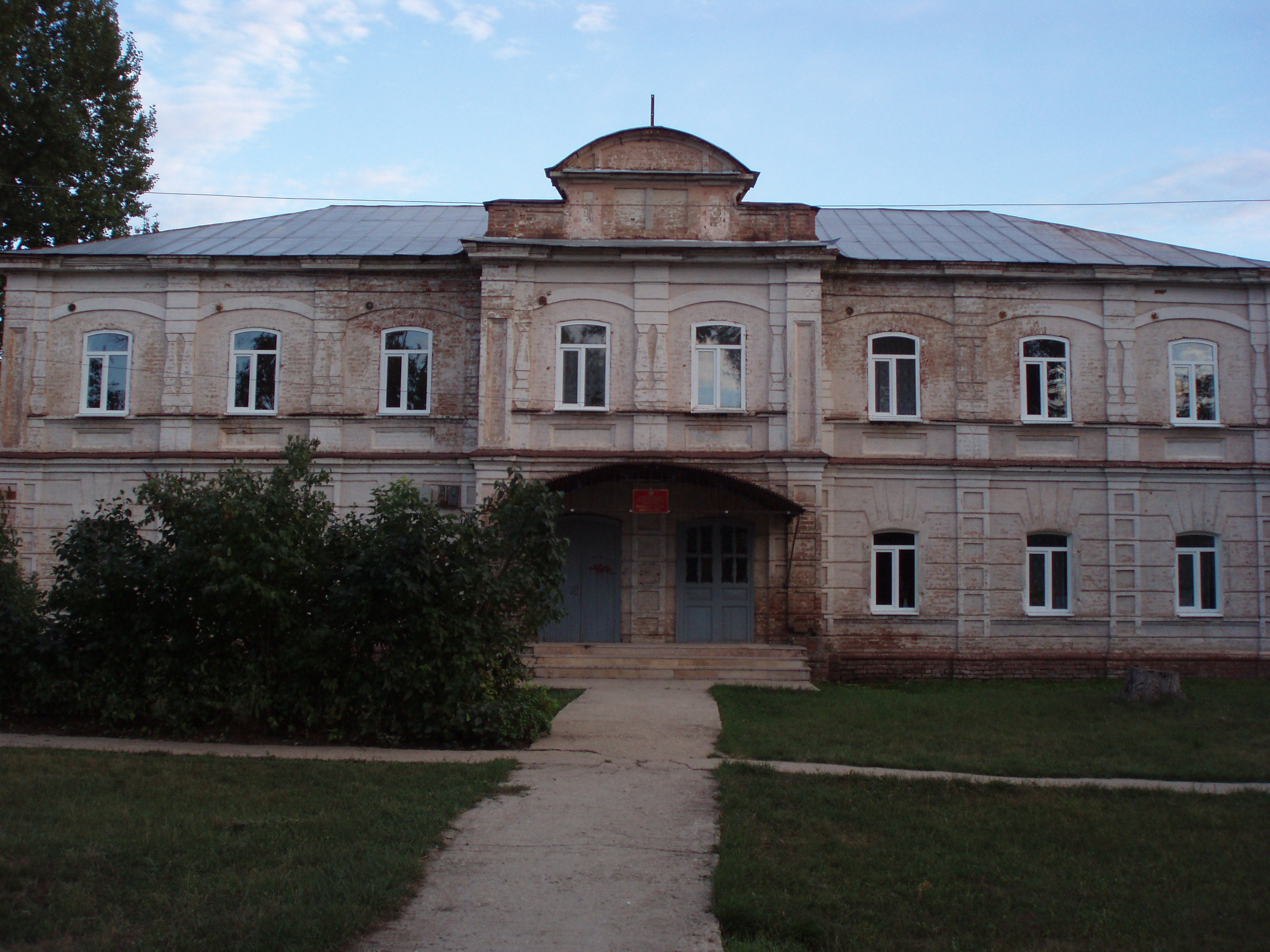
edificio antico

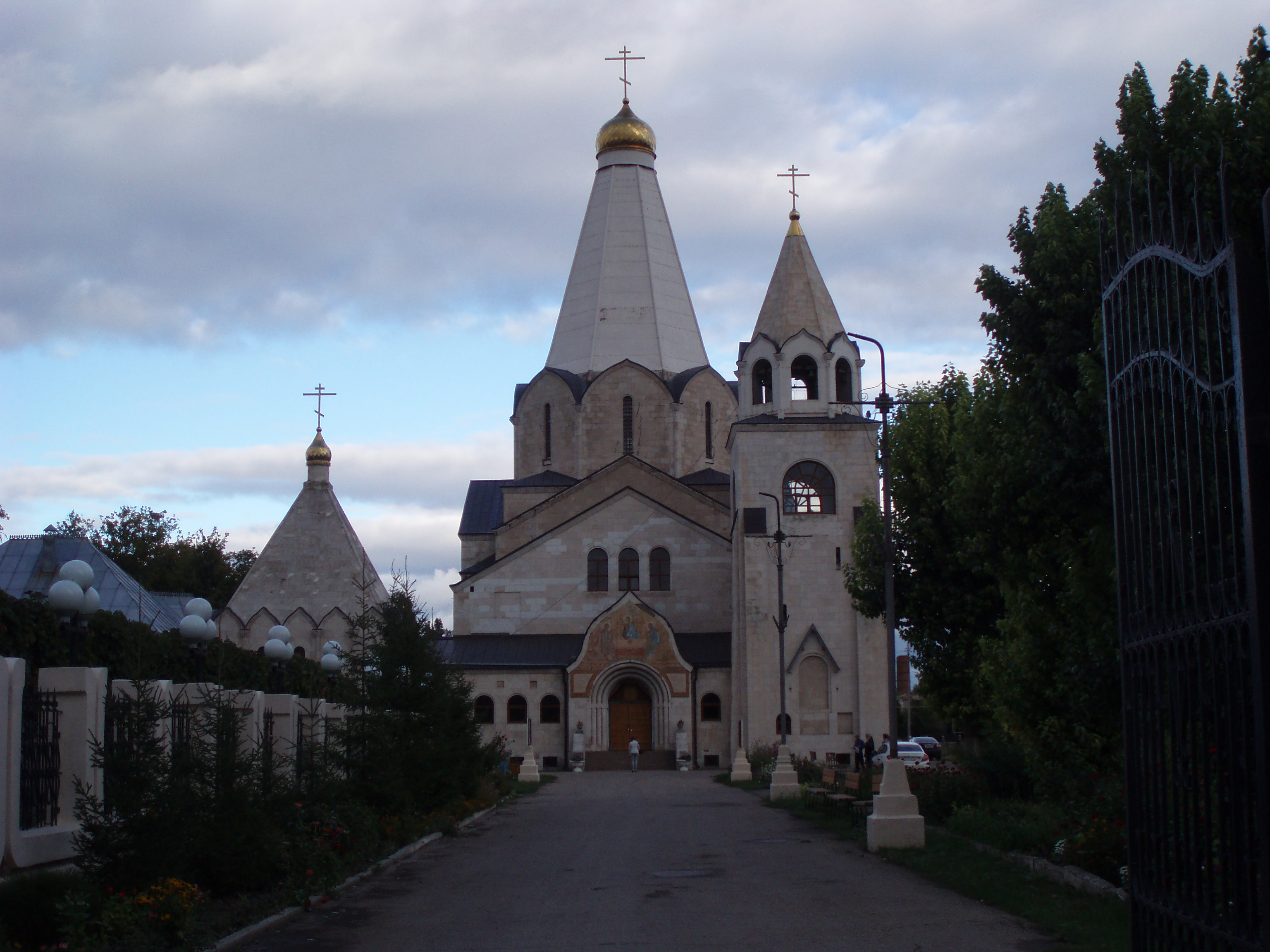
chiesa ortodossa vicino all'Hotel Bereg

Balakovo è una città della Russia europea (oblast' di Saratov), sul fiume Volga, sulle sponde del bacino di Saratov, originato dallo sbarramento e della annessa centrale idroelettrica costruiti negli anni sessanta per servire la città di Saratov.
La città risale al 1762 e ricevette lo status di città nel 1913; è, al giorno d'oggi, un centro prevalentemente industriale, capoluogo del Balakovskij rajon.
Nella prima settimana di Settembre 2012 si sono tenuti i festeggiamenti per i 250 anni dalla fondazione della città